# Eva Lewenhaupt
Eva Lewenhaupt, född 9 september 1657 i Zamość, död 8 oktober 1729, var en svensk hovfunktionär.

## Biografi
Lewenhaupt föddes 1657 i Zamość. Hon var dotter till riksråd och general, greve Ludvig Wierich Lewenhaupt och grevinnan Charlotta Susanna Maria zu Hohenlohe-Neuenstein und Gleichen. Lewenahupt blev 27 maj 1671 hovfröken hos änkedrottningen Hedvig Eleonora av Holstein-Gottorp. Hon avled 1729 och begravdes 30 januari 1730 i Nynäsgraven i Bälinge kyrka.

### Familj
Lewenhaupt gifte sig 1675 på Kobergs slott i Lagmansereds socken med landshövdingen, friherre Conrad Gyllenstierna af Ulaborg (1638–1684) i Kalmar län, son till generalguvernören, friherre Erik Gyllenstierna af Ulaborg och Beata von Yxkull. Gyllenstierna var änkling efter friherrinnan Märta Christina Ulfsparre af Broxvik. Lewenhaupt och Gyllenstierna fick tillsammans barnen Beata Gyllenstierna (född 1676), Charlotta Gyllenstierna (1677–1694), majoren Erik Gyllenstierna (1678–1709), fänriken Ludvig Gyllenstierna (1680–1698), Beata Gyllenstierna (1681–1745) som var gift med Fabian Reinhold von Löwen och generalmajoren friherre Axel Duwall, Sofia Gyllenstierna (1682–1722) som var gift med överstelöjtnanten, friherre Adolf Herman Wrangel af Lindeberg och Carl Gyllenstierna (1683–1683).